# Vicente Moreno
Vicente Moreno Peris (Massanassa, 28 ottobre 1974) è un allenatore di calcio ed ex calciatore spagnolo, di ruolo centrocampista.

## Carriera

### Allenatore
Il 5 dicembre 2011 sostituì Juan Merino alla guida dello Xerez, in Segunda División. Riuscì a portare la squadra al quattordicesimo posto, dieci punti sopra la zona retrocessione.
Nominato allenatore del Gimnàstic il 4 novembre 2013, subentrando al licenziato Santi Castillejo, nella Tercera División, il 22 giugno 2015, dopo aver ottenuto la promozione in seconda serie, rinnovò il contratto per un ulteriore anno. Il 13 giugno 2016, dopo essere arrivato terzo in campionato e aver perso un'altra promozione agli spareggi, prolungò il legame con il club fino al 2018. Si dimise il 27 dicembre seguente, come preannunciato tre giorni prima. 
Passò dunque al Maiorca, militante nella terza divisione, il 20 giugno 2017. Ottenne due promozioni consecutive nei suoi primi due anni, entrambe agli spareggi, seguite da un'immediata retrocessione dalla Primera División nella stagione 2019-2020.
Lasciato il Maiorca, fu ingaggiato dall'Espanyol, reduce dalla retrocessione in seconda serie, con un contratto triennale nell'agosto 2020. Riuscì a condurre i suoi alla promozione vincendo il campionato cadetto nel 2020-2021.

## Statistiche

### Statistiche da allenatore
Statistiche aggiornate al 24 agosto 2022. In grassetto le competizioni vinte.
| Stagione        | Squadra         | Campionato      | Campionato | Campionato | Campionato | Campionato | Coppe nazionali | Coppe nazionali | Coppe nazionali | Coppe nazionali | Coppe nazionali | Coppe continentali | Coppe continentali | Coppe continentali | Coppe continentali | Coppe continentali | Altre coppe | Altre coppe | Altre coppe | Altre coppe | Altre coppe | Totale | Totale | Totale | Totale | % Vittorie | Piazzamento |
| Stagione        | Squadra         | Comp            | G          | V          | N          | P          | Comp            | G               | V               | N               | P               | Comp               | G                  | V                  | N                  | P                  | Comp        | G           | V           | N           | P           | G      | V      | N      | P      | %          | Piazzamento |
| --------------- | --------------- | --------------- | ---------- | ---------- | ---------- | ---------- | --------------- | --------------- | --------------- | --------------- | --------------- | ------------------ | ------------------ | ------------------ | ------------------ | ------------------ | ----------- | ----------- | ----------- | ----------- | ----------- | ------ | ------ | ------ | ------ | ---------- | ----------- |
| 2017-2018       | Maiorca         | SDB             | 38         | 20         | 13         | 5          | CR              | 1               | 0               | 1               | 0               | -                  | -                  | -                  | -                  | -                  | -           | -           | -           | -           | -           | 39     | 20     | 14     | 5      | 51,28      | 1º          |
| 2018-2019       | Maiorca         | SD              | 42+4       | 19+2       | 12+0       | 11+2       | CR              | 3               | 1               | 0               | 2               | -                  | -                  | -                  | -                  | -                  | -           | -           | -           | -           | -           | 49     | 22     | 12     | 15     | 44,90      | 5º          |
| 2019-2020       | Maiorca         | PD              | 38         | 9          | 6          | 23         | CR              | 3               | 2               | 0               | 1               | -                  | -                  | -                  | -                  | -                  | -           | -           | -           | -           | -           | 41     | 11     | 6      | 24     | 26,83      | 19°         |
| Totale Mallorca | Totale Mallorca | Totale Mallorca | 118+4      | 48+2       | 31+0       | 39+2       |                 | 7               | 3               | 1               | 3               |                    | -                  | -                  | -                  | -                  |             | -           | -           | -           | -           | 129    | 53     | 32     | 44     | 41,09      |             |
| 2020-2021       | Espanyol        | SD              | 42         | 24         | 10         | 8          | CR              | 3               | 2               | 0               | 1               | -                  | -                  | -                  | -                  | -                  | -           | -           | -           | -           | -           | 45     | 26     | 10     | 9      | 57,78      | 1º          |
| 2021-2022       | Espanyol        | PD              | 36         | 10         | 10         | 16         | CR              | 4               | 3               | 0               | 1               | -                  | -                  | -                  | -                  | -                  | -           | -           | -           | -           | -           | 40     | 13     | 10     | 17     | 32,50      | Eso.        |
| Totale Espanyol | Totale Espanyol | Totale Espanyol | 78         | 34         | 20         | 24         |                 | 7               | 5               | 0               | 2               |                    | -                  | -                  | -                  | -                  |             | -           | -           | -           | -           | 85     | 39     | 20     | 26     | 45,88      |             |
| 2022-2023       | Al-Shabab       | SPL             | -          | -          | -          | -          | KCC             | -               | -               | -               | -               | AFC                | -                  | -                  | -                  | -                  | SS          | -           | -           | -           | -           | 0      | 0      | 0      | 0      | —          | in corso    |
| Totale carriera | Totale carriera | Totale carriera | -          | -          | -          | -          |                 | -               | -               | -               | -               |                    | -                  | -                  | -                  | -                  |             | -           | -           | -           | -           | 0      | 0      | 0      | 0      | —          |             |

## Palmarès

### Giocatore

#### Competizioni nazionali
- Segunda División: 1

Xerez: 2008-2009

### Allenatore

#### Competizioni nazionali
- Segunda División B: 2

Gimnàstic: 2014-2015 (gruppo 3)
Maiorca: 2017-2018 (gruppo 3)
- Segunda División: 1

Espanyol: 2020-2021